# Instytut Polski w Sofii
Instytut Polski w Sofii (bułg. Полски институт в София) – polska placówka kulturalna w stolicy Bułgarii podlegająca Ministerstwu Spraw Zagranicznych RP.

## Historia
Instytut został założony 22 lipca 1949 pod nazwą Centrum Promocji Kultury, jako pierwszy na Bałkanach. Kontynuował tradycję przedwojennego Towarzystwa Polsko-Bułgarskiego. Założycielami Towarzystwa byli krytyk literacki Bojan Penew, poetka i tłumaczka Dora Gabe oraz Tadeusz Stanisław Grabowski – pierwszy po odzyskaniu niepodległości ambasador RP w Bułgarii. Pierwszą pracowniczką została historyczka Antonina Pankiewicz-Szterewa. W 1956 zmieniono nazwę na Polskie Centrum Informacyjne i Kulturowe. W 1993 przyjął obecną nazwę.
Siedziba Centrum początkowo znajdowała się na Bulwarze Ruskim 12 (obecnie Cara Oswoboditela), znajdowały się tam m.in. czytelnia i sala filmowa. W latach 60. przeprowadzono generalny remont, a Centrum zajęło jeszcze jedno piętro. Otwarto także sklep z polskimi towarami i wydawnictwami kulturalnymi. W latach 1994–2004 Instytut znajdował się na pierwszym i trzecim piętrze budynku przy ul. Grafa Ignatiewa 12. Od 2004 siedziba mieści się pod adresem Veslec 12. Znajduje się tam m.in. sala o powierzchni 200 m², fortepian, czytelnia, biblioteka (ponad 14 tys. tomów), punkt informacyjny.
W 2009 Ministerstwo Spraw Zagranicznych RP planowało zamknięcie placówki. Przeciw planom wystąpili znani polscy i bułgarscy intelektualiści, tłumacze i dziennikarze, a także szereg instytucji kultury. Protestowała także bułgarska Polonia.
W 2014 Instytut został wyróżniony bułgarską nagrodą „Złote Pióro”.

## Działalność
Głównym zadaniem Instytutu jest utrzymanie dobrych stosunków społecznych, naukowych i kulturalnych między Polską a Bułgarią. Instytut organizuje wystawy, koncerty, pokazy filmów, promocje książek, przekłady książek, koordynuje wymianę naukową i kulturową. Celem Instytutu jest poszerzanie wiedzy Bułgarów na temat Polski: kultury, sztuki, nauki, historii, gospodarki, polityki, socjologii. Prowadzi bibliotekę oraz kursy języka polskiego. Działalność Instytutu częściowo skierowana jest także do bułgarskiej Polonii.
W latach 60. w Centrum pokazywano cztery filmy dziennie. Na przestrzeni lat Instytut zorganizował wydarzenia kulturalne m.in. ze: Zbigniewem Namysłowskim, Jarosławem Śmietaną, Leszkiem Możdżerem, Agą Zaryan, Marylą Rodowicz (1981), Krzysztofem Zanussim (1981), Andrzejem Wajdą, Krzysztofem Kieślowskim, Ryszardem Kapuścińskim, Jackiem Dehnelem (2013), zespołami „Śląsk” i „Mazowsze”. Organizowane są także wykłady dla studentów badaczy literatury polskiej.
Wśród przetłumaczonych staraniami Centrum/Instytutu dzieł literatury polskiej na język bułgarski znalazła się twórczość m.in. Adama Mickiewicza („Sonety krymskie”), Jana Kochanowskiego („Fraszki”), Czesława Miłosza, Zbigniewa Herberta, Tadeusza Różewicza, Wisławy Szymborskiej, Jana Twardowskiego, Jerzego Andrzejewskiego, Sławomira Mrożka, Olgi Tokarczuk, Stanisława Lema, Leszka Kołakowskiego, Józefa Tischnera, Gustawa Herlinga-Grudzińskiego. W latach 2000–2011 z pomocą Instytutu wydano 119 książek.

## Dyrektorzy
- 1949–1957 – Antonina Pankiewicz-Szterewa
- 1957–1962 – Mirosław Nowakowski
- 1962–1967 – Antoni Pierzchała
- 1967–1969 – Bogusław Jankowski
- 1969–1973 – Kornel Henszke
- 1973–1977 – Sylwester Kaczkowski
- 1977–1982 – Janusz Tagowski
- 1982–1983 – Tadeusz Telma
- 1983–1987 – Eugeniusz Mielcarek
- 1987–1991 – Maksymilian Celeda
- 1991–1992 – Karol Pastuszewski(inne języki)
- 1993–1999 – Wojciech Gałązka
- 2000–2001 – Iwona Frączek
- 2001–2006 – Andrzej Papierz
- 2006–2011 – Anna Pachla
- 2011–2015 – Agnieszka Kościuszko
- 2015–2020 – Jarosław Godun
- 2020–2021 – Anna Opalińska
- 2021–2023 – Iwona Jakuszko-Dudka, p.o.[7]
- 2023–2024 – Karol Zieliński[8]
- 2024–2025 – Iwona Jakuszko-Dudka[9]
- od 2025 – Małgorzata Hejduk-Gromek[10]